# École nationale supérieure en génie des systèmes et de l’innovation
Die École nationale supérieure en génie des systèmes et de l’innovation (ENSGSI) ist eine französische Ingenieurhochschule, die 1993 gegründet wurde.
Die Schule bildet Ingenieure in den Bereichen Organisationstechnik, Konstruktionstechnik, Innovation und Management komplexer Projekte aus.
Die ENSGSI mit Sitz in Nancy ist eine öffentliche Hochschule. Die Schule ist Mitglied der Institut national polytechnique de Lorraine.

## Bekannte Absolventen
- Frédéric Petit (* 1961), französischer Ingenieur und Politiker